# Sumağavaqazma
Sumağavaqazma (aussi, Sumağava-Qazma et Sumagovakazma) est un village du district de Davachi en Azerbaïdjan. Le village fait partie de la municipalité de Pirəbədil (en)